# Дженніфер Іґан
Дженніфер Іґан (англ. Jennifer Egan; нар. 7 вересня 1962) — американська письменниця-романістка та авторка оповідань. Її роман «Візит загону головорізів» здобув Пулітцерівську премію за художню літературу 2011 року та премію Національного кола книжкових критиків за художню літературу. З 2018 по 2020 рік обіймала посаду президентки Американського ПЕН-клубу.

## Дитинство та освіта
Після закінчення школи Кетрін Делмар Берк та середньої школи Ловелл, Іґан вивчала англійську літературу в Пенсильванському університеті. Під час навчання зустрічалася зі Стівом Джобсом, який встановив комп'ютер Macintosh у її спальні. Після закінчення навчання провела два роки в коледжі Святого Джона в Кембриджі, де здобула ступінь магістра. 1987 року приїхала до Нью-Йорка та працювала на різних роботах, зокрема у сфері громадського харчування у Всесвітньому торговому центрі, одночасно навчаючись писати.

## Кар'єра

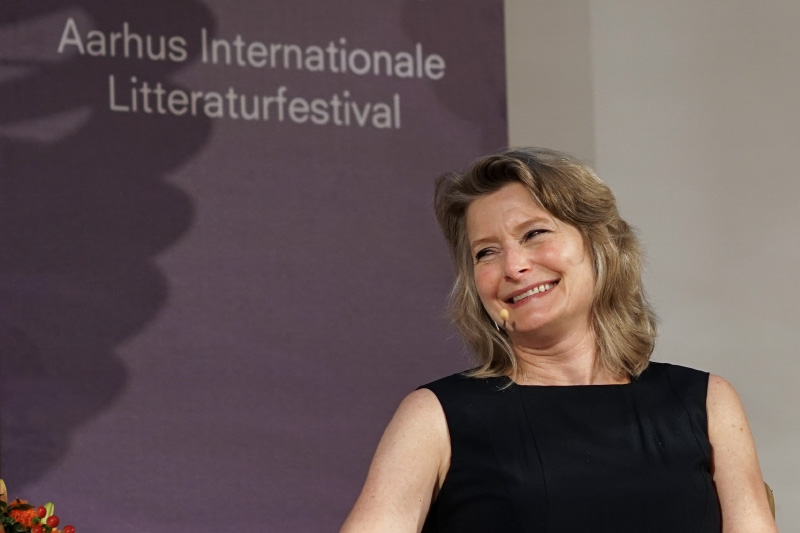
Іґан на фестивалі LiteratureXchange в Орхусі (Данія, 2019)

Іґан публікувала оповідання в New Yorker, Harper's, Zoetrope: All-Story та Ploughshares серед інших періодичних видань, а її журналістські статті входять у журналі New York Times. Її перший роман «Невидимий цирк» вийшов 1995 року й за ним 2001 року зняли однойменний фільм. Вона опублікувала одну збірку оповідань та шість романів, серед яких «Подивись на мене», що був фіналістом Національної книжкової премії 2001 року.
Іґан не наважується класифікувати «Візит загону головорізів» як роман чи збірку оповідань, зазначаючи: «Я хотіла уникнути центрованості. Мені була потрібна поліфонія. Я прагнула відчуття просторовості, а не поступального руху вперед. Моє головне правило було таке: кожна частина має бути дуже відмінною — з іншого погляду. Насправді згодом я спробувала порушити це правило: якщо вже створюєш правило, то його слід і порушити!» Книжка містить контент, що змінює жанр, наприклад, розділ, повністю відформатований як презентація Microsoft PowerPoint. Про своє натхнення та підхід до роботи вона сказала: «Я не сприймаю час як лінійний. Я сприймаю його шарами, які, здається, співіснують. Одна з речей, яка сприяє такій подорожі в часі, — це музика, тому, на мою думку, вона стала такою важливою частиною книжки. Крім того, я читала Пруста. Він намагається, дуже успішно, певним чином, передати відчуття плину часу, якість свідомості та способи обійти лінійність, яка є дивним бичем написання прози».

### Нагороди
1986 року Іґан здобула премію Турона, була лауреаткою стипендії Національного фонду мистецтв та стипендії Ґуґґенгайма 1996 року. 2002 року написала статтю на обкладинку про безпритульних дітей, яка здобула журналістську премію Керрола Коваля. У 2004—2005 роках була стипендіаткою Центру науковців та письменників Дороті та Льюїса Б. Каллманів у Нью-Йоркській публічній бібліотеці. Її історія 2008 року про дітей з біполярним розладом отримала нагороду «Видатні медіа» від Національного альянсу з питань психічних захворювань. 2011 року була фіналісткою премії PEN/Faulkner Award за художню літературу. Того ж року здобула премію Національного кола книжкових критиків (художня література), книжкову премію Los Angeles Times та Пулітцерівську премію за роман «Візит загону головорізів».
Іґан здобула медаль Ендрю Карнегі 2018 року за роман «Мангеттен-Біч». Роман також ввійшов до довгого списку Національної книжкової премії 2017 року.

## Прийняття

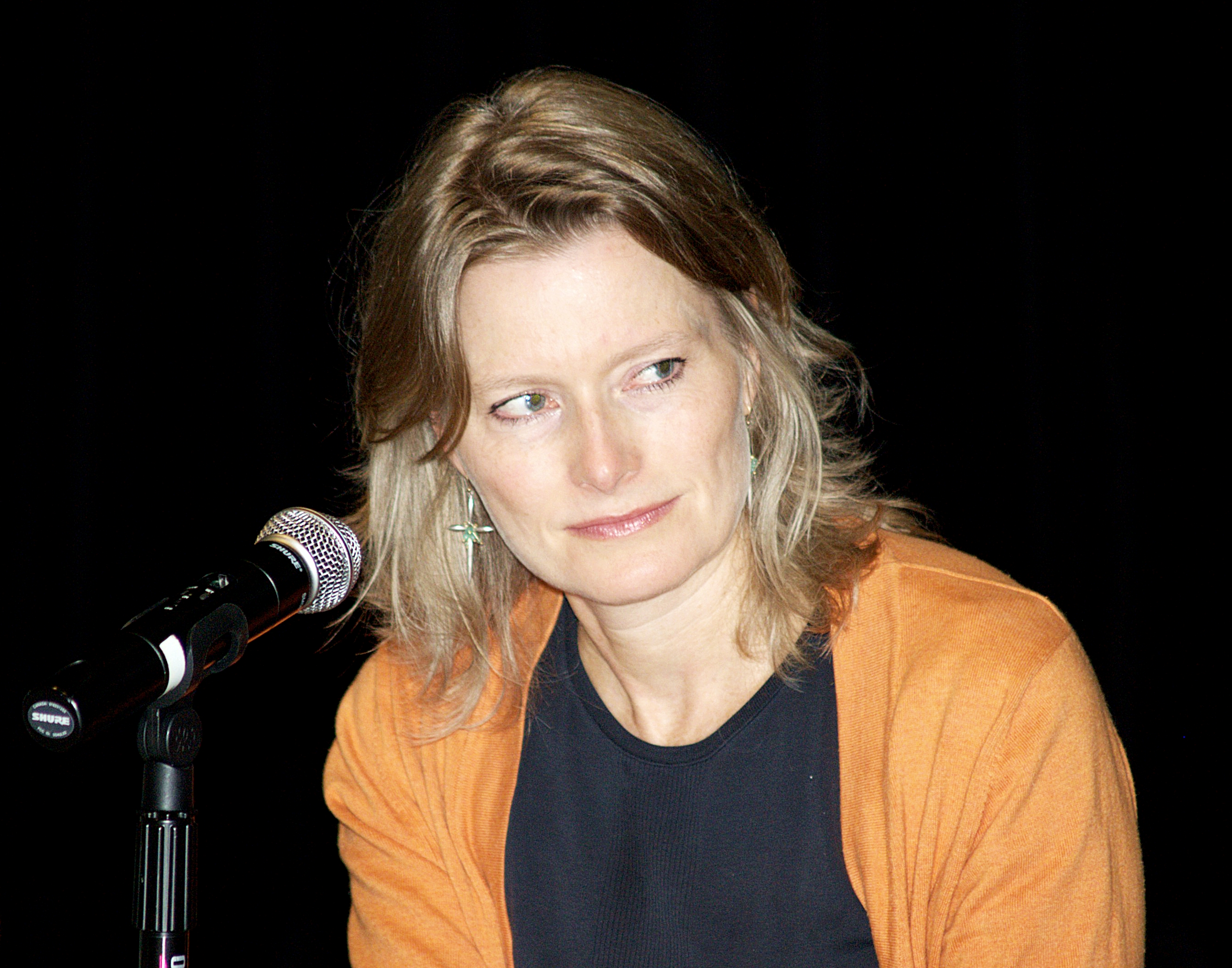
Іґан на Бруклінському книжковому фестивалі 2010 року

Академічні літературні критики досліджували творчість Іґан у різних контекстах. Девід Коварт розглядає проєкт Іґан у «Візиті загону головорізів» як такий, що завдячує модерністському письму, однак має більше спільного з постмодернізмом, у межах якого, як він пише, «вона зустрічається з „батьками“-постмодерністами на їхній території; водночас вона вшановує „дідів“-модерністів, навіть тоді як піддає забуттю їхню міфографію й демонтує їхні вищі вигадки»[прояснити], аспект, якого також торкнувся Адам Келлі. Баою Нє, навпаки, зосередилася на способах, якими «Іґан втягує читача в роль адресата» через використання техніки оповіді від другої особи у своїх творах у Твіттері. Нарешті, Мартін Пол Ів стверджує, що університет у творах Іґан отримує «кількісно більше простору, ніж це було б виправдано з погляду суворого суспільного мімезису», що спонукає його віднести її романи до традиції метапрози".
2013 року в Біркбекському університеті Лондона відбулася перша академічна конференція, присвячена творчості Іґан, під назвою «Невидимий цирк: Міжнародна конференція, присвячена творчості Дженніфер Іґан».

## Особисте життя
Іґан живе в Клінтон-Гілл, Бруклін, зі своїм чоловіком та двома синами.

### Романи
- Невидимий цирк (1994)
- Подивись на мене (2001)
- Замок (2006)
- Візит загону головорізів (2010)
- Мангеттен-Біч (2017)
- Цукерковий будинок (2022)

### Коротка проза (частковий список)
- «Смарагдове місто» (збірка оповідань; 1993, Велика Британія; випущено в США в 1996 році)[26]
- «Чорна скринька» (оповідання; 2012, США; опубліковано в акаунті The New Yorker у Twitter)